# علي الحجبي
علي الحجبي مواليد 02 مايو 2004، هو لاعب كرة قدم أردني يلعب كمدافع في نادي الحسين الذي يلعب في الدوري الأردني للمحترفين والمنتخب الأردني.  

## المسيرة الرياضية

### النادي الأهلي
كان الحجبي لاعباً في صفوف نادي الأهلي الأردني حتى عام 2024.  

### نادي الحسين
انتقل الحجبي إلى صفوف نادي الحسين الأردني في عام 2024، وشارك مع الحسين كلاعب أساسي في عدة مباريات منذ دخوله إلى صفوف النادي، ويلعب حالياً في الدوري الأردني للمحترفين ودوري أبطال آسيا ودرع الأردن. 

## إحصائيات المهنة

### نادي
آخر تحديث 8 August 2024.
| نادي   | موسم                  | الدوري                   | الدوري    | الدوري  | كأس       | كأس     | كأس الدوري | كأس الدوري | قارية     | قارية   | المجموع   | المجموع |
| نادي   | موسم                  | قسم                      | التطبيقات | الأهداف | التطبيقات | الأهداف | التطبيقات  | الأهداف    | التطبيقات | الأهداف | التطبيقات | الأهداف |
| ------ | --------------------- | ------------------------ | --------- | ------- | --------- | ------- | ---------- | ---------- | --------- | ------- | --------- | ------- |
| الاهلي | 2023–24               | الدوري الاردني للمحترفين | 0         | 0       | 0         | 0       | 0          | 0          | 0         | 0       | 0         | 0       |
| الاهلي | المجموع               | المجموع                  | 0         | 0       | 0         | 0       | 0          | 0          | 0         | 0       | 0         | 0       |
| الحسين | 2024–25               | الدوري الاردني للمحترفين | 1         | 0       | 1         | 0       | 1          | 0          | 1         | 0       | 3         | 0       |
| الحسين | مجموع المسيرة المهنية | مجموع المسيرة المهنية    | 3         | 0       | 0         | 0       | 0          | 0          | 0         | 0       | 3         | 0       |